# Турска народна архитектура
Народна архитектура (halk mimarisi) подразумева градњу свих врста станишта, склоништа и кућа који су изградили припадници одређене заједнице, у складу са сазнањима добијеним из традиционалног начина градње. Турска племена су након насељавања Анадолије, доневши са собом полуномадску традицију становања, истовремено прихватила начин градње и материјале које су затекла на новом простору и тако створила синтезу у којој се осећа утицај ранијих цивилизација на тлу Анадолије, као што су хетитска, античка грчка, римска, византијска и друге. У тесном контакту са арапско-исламском цивилизацијом Турци су усвојене елементе прилагодили својим верским начелима и друштвеним потребама. Тако је настао тип традиционалне анадолијске куће оријенталног стила који је у значајној мери био заступљен и у архитектури балканских земаља.

## Настанак и одлике традиционалне турске куће
Начин градње је у тесној вези са географским и културним окружењем, као и са материјалом који се у одређеним областима може наћи. Тако су у областима које обилују шумом куће углавном  саграђене од дрвета, као што је Црноморска област (Kara Deniz) на северу Турске, док се у јужним деловима земље према Егејској области (Ege) више користи камен, а у централној Анадолији где нема много камена коришћен је ћерпич (непечена опека од блата и сламе сушена на сунцу). Кровови су покривени даском или црепом ћерамидом. У складу са оријенталним начином живота, основна идеја приликом грађења овог типа куће била је да се омогући породични мир и спокој далеко од уличне вреве. То је разлог што већина кућа не гледа директно на улицу, односно што може имати високе зидове или ограду. Двориште или пространа башта су значајни јер представљају прелаз из спољног света према индивидуалном простору појединца у потпуности заштићеног у миру који му обезбеђује дом. Простор оријенталне куће одликује се прилагодљивошћу и преплитањем различитих функција у оквиру исте површине, као израз тежње за практичним, једноставним и удобним животом. Стога је кућа поседовала корисну и минималну опрему са више намена. Чињеница да просторије нису биле подељене по функцији, према неким тумачењима и даље је била симбол номадске културе турског народа чак и много векова након прихватања седелачког начина живота.  
Оријентална кућа се најчешће састоји од два спрата од којих је горњи спрат увек шири и избачен у односу на доњи. Доњи спрат је најчешће израђен од камена. У овом делу се налазе кухиња, амбар за жито, остава за зимницу и дрва, казан, котларница, пећница, перионица и друге споредне просторије економске намене. Из сигурносних разлога овај део куће углавном нема прозора или ако их има, реч је о мањим отворима који служе за вентилацију. У богатијим кућама у дворишту се налазе посебне економске зграде и радионице различите намене. Изнад капије се налази надстрешница (saçak) као заштита од кише. 
Насупрот доњем спрату намењеном обављању различитих послова у домаћинству, горњи спрат је простор у којем се одвија свакодневни живот. Стога је он увек шири од доњег и поседује већи број прозора и испуста који омогућују комуникацију са спољним светом штитећи у исто време интимност породичног дома.
Насупрот осталим одликама оријенталне куће, који чине скуп затечених и наслеђених функција из претходних анадолијских култура, избачени, односно препуштени горњи спрат (çıkma) који може бити подупрт дрвеним гредама, „представља аутохтону турску карактеристику“.
Највећа просторија у којој се окупља породица налази се у централном делу куће и зове се софа (sofa), хајат (hayat) или диванхана (divanhane). Из те централне просотрије улази се у остале просторије. Диванхана служи за опуштање и дружење. Прозори на горњем спрату су истурени, тако да се кроз њих несметано може посматрати улица. Различити облици таквих прозора зову се џумба (cumba). Мањи прозори са дрвеним решеткама, мушепци (muşabak), омогућавали су да се гледа на улицу а да се не буде виђен. У топлијим климатским условима диванхана може бити отворених страница и пружати се на дворишну страну у облику чардака (çardak) или простране терасе (eyvan). Намештај у оријенталној кући је скроман и једноставан, али украшен богатим ручним радом. Уз ивице зидова диванхане, испод прозора се налазе дивани и сећије за седење са јастуцима, а на поду ћилими и миндерлуци. Постељина и одећа се држала у удубљењима у зиду (yüklük), а собе су имале и мање корито са котлом за грејање воде, које је имало функцију малог купатила. Од осталог намештаја треба поменути да су се за обедовање користила ниска, дрвена, округла софра (sofra), а за служење чаја и кафе посебно украшен и изрезбарен осмоугаони метални или дрвени сточић чији је горњи део у облику послужавника и зове се синија (sini). У градским кућама се у дворишту такође може налазити посебно израђен наткривени простор за одмор који се зове чардак (çardak) или простор летњег дневног боравка камерија (kameriye), украшен зеленилом и пузавицама.
У традиционалној оријенталној кући просторије су биле одвојене на мушки део селамлук (selamlık) и женски део харемлук (haremlik). У овом погледу, звекир на капији представља специфичан израз турског традиционалног друштва. Наиме, звекир се састојао од две металне алке различите величине. Спољашњи метални круг производи дубљи и пунији звук и коришћен је при мушким посетама. Мањи круг се оглашава звонкијим тоном и упућује на женског посетиоца. То је био дискретан начин да се укућанима омогући да се припреме за посету и дочекају госта у складу са традиционалним вредностима.
Иако је концепција оријенталне куће увек окренута ка унутрашњем простору, она се није одрицала блиске везе са природом коју је остваривала кроз баште засађене дрвећем, зеленилом и цвећем. 
Иако су широм Турске у готово сваком настањеном месту, посебно у руралним срединама у великом броју сачуване куће традиционалног типа, најлепши примери оријенталне грађе налазе се у граду-музеју Црноморске области, који се зове Сафранболу.

## Град-музеј Сафранболу
Историја града Сафранболу, најразвијенијег града у округу Карабук (Karabük) у западном делу Црноморске области, сеже до 3000. године п. н. е. Град је настао на подручју у којем су се смењивале различите цивилизације, као хетитска, фригијска, пафлагонијска, персијска, лидијска, грчка, римска, византијска, а од 12. века селџучка па османлијска, које су, природно, оставиле највише трага.
               Садашњи назив град је добио по производњи веома скупог и цењеног зачина шафрана и модификованог  облика грчке речи полис што значи град. Највећи процват је доживео у 17.  веку када је као коначиште каравана на путу Истанбул-Синоп постао важан културни и трговачки центар Осанлијског царства.
У граду се обимнији архитектонски радови у исламско-оријенталном стилу били реализовани прво током 14. века, а касније током 17. века.
На градском подручју које су вековима настањивали припадници различитих нација, све до размене становништва 1923. године, у граду је живела значајна грчка популација.
познате куће анадолијског оријенталног типа, саграђене углавном у 18. и 19. веку, својом специфичном архитектуром сведоче о традицији, култури, економији и начину живота турског становништва. У граду се налази око 2000 традиционалних објеката, од којих је 800 стављено под заштиту државе. О вредностима неимарске баштине града говори и податак да, по проценама, широм Турске постоји 50000 објеката које је неопходно ставити под заштиту, а да се чак 1500 од тог броја налази управо овде. Сафранболу је 1994. године увршћен на Унескову листу светске баштине. Овакво богатство овај град чини градом-музејом, који је због успеха у очувању културног блага и успешне континуиране рестаурације од 1975. године до данас, у земљи добио титулу „престоница очувања баштине" (Korumanın başkenti).
Куће из Сафранболуа поседују све карактеристике оријенталног типа градње и уређења унутрашњег простора, са понеким специфичностима овог града. 
Њихове главне одлике се могу набројати овим редоследом:
- Положај им је такав да ниједна кућа другој не заклања сунчеву светлост, поглед на околину и централно градско језгро.
- Прозори кућа никада директно не гледају на другу кућу.
- Куће су најчешће двоспратне или троспратне, грађене од камена, дрвета, ћерпича и прекривене су ћерамидом.
- Приземни део је остава која чува свежину и у најтоплијим летњим данима.
- Просторије су подељене на мушке и женске, што обезбеђује приватност и спокој свих чланова многобројних породица.
- На средини диванхане се налази мала фонтана која пружајући опуштајућу атмосферу спречава да се поверљиви разговори чују ван просторије.
- У овим кућама се могу видети најлепши примери резбарије у украшавању таванице.
- До мушких просторија у којима се примају гости, налази се кухиња која је са њима повезана покретном  дрвеном преградом долапом (dolap) на коју се ставља послужење а да се не улази у собу где бораве гости.
- У собама су смештени мали хамами који подсећају на данашње туш-кабине.
- На капији је присутан систем дуплог звекира за мушке и женске посетиоце.
- Свака соба је организована тако да може да буде јединица у којој борави мања породица.
- На трећем спрату бораве старији чланови породице.
- У главној просторији диванхани се сваки ритуал, па и распоред седења, одвија према строго утврђеној породичној хијерархији.

Најлепши примерци кућа овог типа су претворени у музеје и редовно су отворени за посетиоце. Ови познати конаци су рестаурирани и уређени тако да помоћу воштаних фигура које представљају укућане различитог пола и узраста, оригиналне ношње, намештаја, кућних предмета и прибора приказују аутентичан начин живота сачуван кроз векове. Најпознатије куће-музеји су Kaymakamlar Evi (Потпуковникова кућа), Kileciler Konağı (Конак Килеџилер), Mümtazlar Konağı (Конак Мумтазлар), Mektepçiler Konağı (Конак ученика) и многе друге. 
На 11 км од града налази се Јуричко село (Yörük Köyü) које је због изузетно очуваних традиционалних кућа и аутентичне атмосфере турско-туркменске заједнице такође под заштитом државе. Оно представља Сафранболу у малом и изгледа као макета града, чиме заједно са њим чине непроцењиву вредност очуваних остатака материјалне културе Анадолије. 

## Варошка кућа оријенталног  типа на Балкану
Експанзија Османлијског царства која је у значајнијој мери започела у 15. и 16. веку, достигла свој врхунац током  17. и 18. века, и као резултат почетка пропадања империје дефинитивно опала у 19. веку, резултирала је дуготрајним утицајем цивилизације Истока на простору Балкана. Током друге половине 19. века Србија се почела ослобађати оријенталног утицаја и у свим сферама живота почела окретати западним узорима. Највећи број јавних и стамбених објеката је пропадао, а уместо њих су грађени нови, у складу са западник архитектонским решењима. Иако се приступило новим тенденцијама, вишевековни оријентални утицај је оставио неизбрисив траг на пољу архитектуре. Упркос убрзаној урбанизацији, у већини градова Србије  сачуван је одређен број здања саграђених почетком, односно средином 20. века које одликују карактеристике оријенталног типа. Ове куће и конаци који су под заштитом државе као споменици културе, у највећем броју су преуређени у музеје, библиотеке или друге установе од јавног значаја. Грађевинска терминологија везана за објекте из овог периода, називи делова намештаја и прибора из свакодневног живота, као и термини који се односе на јавне грађевине, сачувани су у српском језику и представљају турцизме који означавају готово исте појмове у архитектури тог доба, како на балканском простору, тако и у Турској. Неки од значајних објеката из овог периода који делимично или потпуно чувају одлике балканског оријенталног стила су: Конак кнегиње Љубице, Манакова кућа, Доситејев лицеј, кафана Знак питања и Конак кнеза Милоша-у Београду, конак кнегиње Љубице у Враћевшници, Господар Васин конак у Краљеву, Господар Јованов конак у Чачку, Амиџин конак у Крагујевцу, Кућа Шоп Ђокића у Лескову, Кућа Влајинца и Пашини конаци у Врању, Гигина кућа у Власотинцу, Радул бегов конак у Зајечару, Конак Малог Ристе у Пироту, кућа Стевана Мокрањца у Неготину, уз то и многобројне новопазарске бошњачке куће као најскорији и најочуванији примери балканског оријенталног стила градње. Ови стамбени објекти, као и многе јавне грађевине, и поред новог стила градње, пружају могућност да се на овом простору још увек осете трагови прошлости и „архитектуре блиске човеку, саздане према његовим пропорцијама, обликоване да пружи што удобнији живот ономе ко се њиме користи". 